# デート & ナイト
『デート & ナイト』（原題: Date Night）は、ショーン・レヴィ監督による2010年のアメリカのアクションコメディ映画。日本では劇場公開されず、2011年2月4日にビデオスルーとなった。

## ストーリー
倦怠期夫婦がとある人気レストランをデートで訪れたところ、満席で座ることができなかった。そこで二人は別人になりすまし、まんまと予約席を使うことに成功した。ところがその席を本当に予約していた人物は実は殺し屋に追われる身であり、夫婦は事件に巻き込まれて逃亡する破目になる。

## キャスト
| 役名                           | 俳優                             | 日本語吹替 |
| ------------------------------ | -------------------------------- | ---------- |
| フィル・フォスター             | スティーヴ・カレル               | 安原義人   |
| クレア・フォスター             | ティナ・フェイ                   | 深見梨加   |
| ホルブルック・グラント         | マーク・ウォールバーグ           | 藤真秀     |
| アロヨ刑事                     | タラジ・P・ヘンソン              | 林真里花   |
| フランク・クレンショー地方検事 | ウィリアム・フィクナー           | 入江崇史   |
| テイスト・トリプルホーン       | ジェームズ・フランコ             | 勝杏里     |
| ウィピット・トリプルホーン     | ミラ・クニス                     | 木下紗華   |
| ブラッド・サリバン             | マーク・ラファロ                 | 遠藤大智   |
| ヘイリー・サリバン             | クリステン・ウィグ               |            |
| アームストロング刑事           | ジミ・シンプソン                 | 川中子雅人 |
| コリンズ刑事                   | コモン                           | 遠藤大智   |
| ウォルシュ刑事                 | ビル・バー                       |            |
| ケイティ                       | レイトン・ミースター             | 木下紗華   |
| ナターニャ                     | ガル・ガドット                   |            |
| 本人役                         | ウィル・アイ・アム               |            |
| ジョー・ミレット               | レイ・リオッタ（ノンクレジット） | 斎藤志郎   |

- その他の声の吹き替え：松本大／かぬか光明／小日向みわ／中司ゆう花／落合佑介／林りんこ

## 評価
Rotten Tomatoesでは207のレビューで67%の支持を得て、平均点は10点満点中6.1点となった。
北米では公開週末3日間で25,207,599ドルを稼ぎ、2週目の『タイタンの戦い』に敗れて初登場2位となった。

### 受賞・ノミネート
| 映画賞                       | 部門                       | 候補                              | 結果       |
| ---------------------------- | -------------------------- | --------------------------------- | ---------- |
| ティーン・チョイス・アワード | コメディ映画賞             |                                   | 受賞       |
| ティーン・チョイス・アワード | 主演男優賞（コメディ部門） | スティーヴ・カレル                | ノミネート |
| ティーン・チョイス・アワード | 主演女優賞（コメディ部門） | ティナ・フェイ                    | 受賞       |
| ティーン・チョイス・アワード | ダンス賞                   | スティーヴ・カレル ティナ・フェイ | ノミネート |